# سربازهای باقیمانده ژاپنی

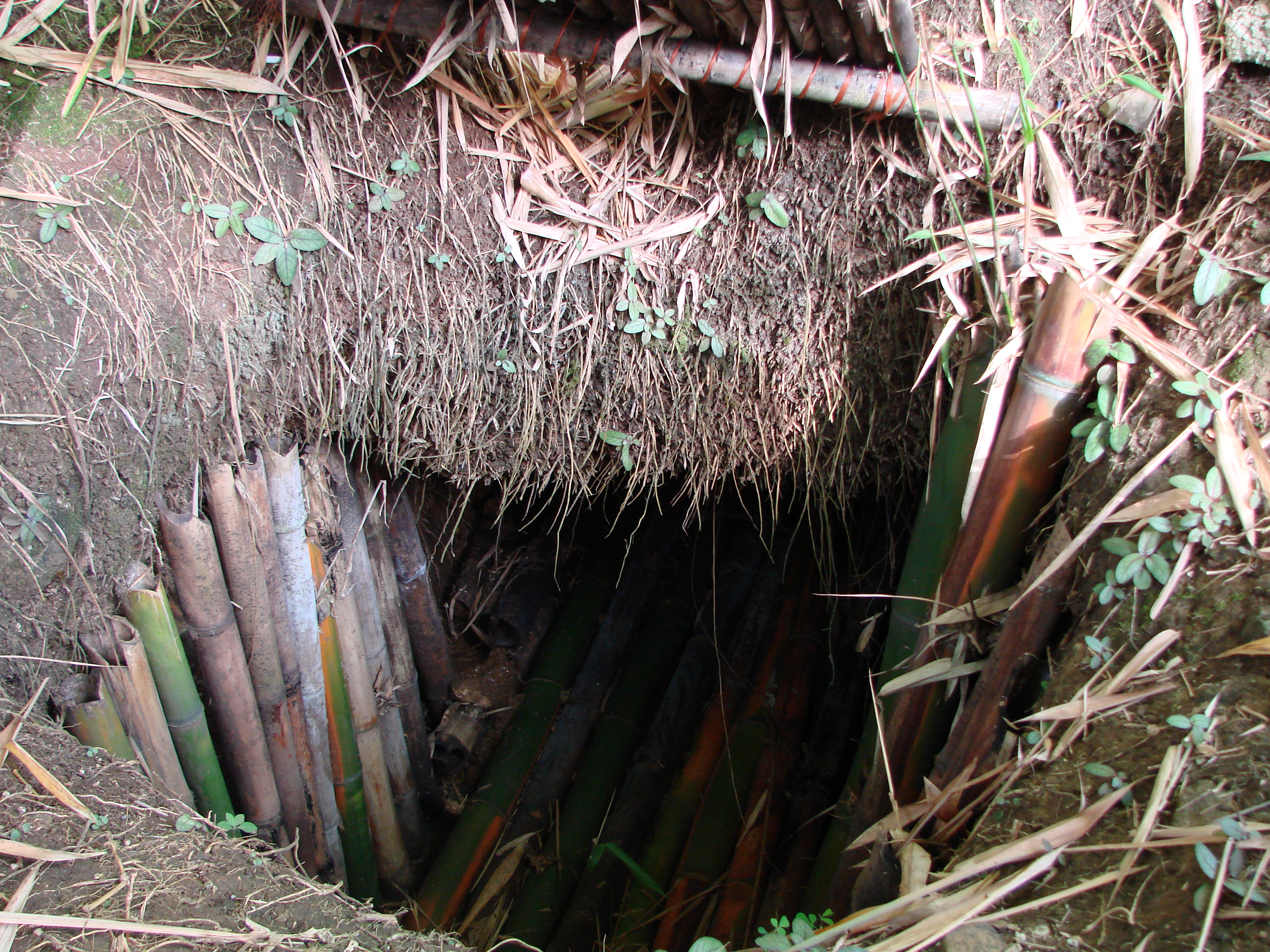
ورودی غار مخفی شوییچی یوکویی در گوام

سربازان باقیمانده ژاپنی (ژاپنی: 残留日本兵) سربازان نیروی زمینی امپراطوری ژاپن و نیروی دریایی امپراطوری ژاپن در طول جبههٔ اقیانوس آرام در جنگ جهانی دوم بودند که پس از تسلیم ژاپن در اوت ۱۹۴۵ به جنگ ادامه دادند. این سربازان ژاپنی یا در صحت تسلیم رسمی شک داشتند، به دلایل ایدئولوژیک از حالت بسیج درآوردن نیروها را رد می‌کردند، یا به دلیل ارتباطات قطع شده توسط پیشروی متفقین صرفاً مطلع نبودند.
طی دهه‌های بعدی بسیاری از این سربازان در جنوب شرقی آسیا و جزایر اقیانوس آرام یافته شدند، و آخرین مورد آنها، سرباز تروئو ناکامورا، در دسامبر ۱۹۷۴ در جزیره موروتای اندونزی تسلیم شد. روزنامه‌ها تا ابتدای دهه ۱۹۸۰ میلادی دربارهٔ وجود آنها گزارش می‌دادند و می‌گفتند در طول دهه‌ها جستجوهای متعددی برای آنها انجام شده‌است، اما اطلاعات برای اقدامات بعدی بسیار ناچیز بود. از دهه ۱۹۹۰ ادعا شده تعدادی از سربازان باقیمانده یافته شده‌اند که برخی محققان معتقدند داستان‌هایی است که توسط ساکنان محلی برای جذب گردشگران ژاپنی ساخته شده‌است.
برخی از آنها سالها پس از پایان جنگ به جنگ با نیروهای دشمن و پلیس محلی ادامه دادند یا داوطلب جنبش‌های استقلال محلی مانند جنگ اول هندوچین و انقلاب ملی اندونزی شدند.
برخی از سربازان ژاپنی تسلیم ژاپن و پایان جنگ جهانی دوم را تصدیق کردند، اما تمایلی به عقب‌نشینی نداشتند و به دلایل ایدئولوژیک مایل به ادامه نبرد مسلحانه بودند. بسیاری در جنگ داخلی چین، جنگ کره جنگیدند. این سربازان ژاپنی معمولاً سربازان باقیمانده محسوب نمی‌شوند.